# 林里夫
林里夫（1909年—2001年），别名林思进、林立甫，男，奉天（今辽宁）西丰人，中国经济学家，曾任第六届全国政协委员。